# Маријана Петровић
Маријана Петровић (Београд, 5. март 1957) је југословенска и српска глумица-луткарка, театролог и преводилац. Своју луткарску професионалну каријеру је развила у Малом позоришту "Душко Радовић". Играла је у ТВ серијама и филмовима.

## Биографија

### Образовање
Маријана Петровић је дипломирала на Филолошком факултету у Београду, југословенску књижевност и српскохрватски језик, а магистрирала на Факултету драмских уметности, на Одсеку за театралогију уз менторство професора др Владимира Јевтовића.
Од 1978. године је стални члан  глумачке трупе Малог позоришта "Душко Радовић", а бави се и режијом.
- Похађала је специјализоване семинаре УНИМА-е у Шарлвил Мезјеру [1] (припрема програма отварања Светског фестивала луткарства, 1985. и Вајанг, традиција и модерност, 1986. године),
- семинар и глумачку радионицу у Љубљани током Светског фестивала луткарства 1986. године,
- курсеве које је организовало Мало позориште „Душко Радовић" са предавачима Јанком Врбњаком 1978,  Атанасом Илковим 1979,  Еди Мајароном и Славчом Маленовим 1988. године
- године 2004. луткарске радионице Антониа Панцута и Волфганга Штерна: Песма-Тон-Покрет
- међународну психодрамску радионицу у организацији Удружења психодрамских терапеута Србије и Црне Горе 2003,
- драмску радионицу Сузан Остен 2004,
- драмску радионицу по методи Мајкла Чехова 2008,
- семинаре Умеће одрастања, психолошко примарно превентивни програм за рад са младима тима Психокод 2008,
- Уметничка дела у дечијем свету, Весне Јањевић Поповић 2009,
- Коришћење потенцијала позоришне уметности у практичној настави, Вигдис Јакобсодотир (Vigdís Jakobsdóttir), 2012. године[2]

### Педагошки рад
Маријана Петровић је предавала у средњој Балетској школи "Лујо Давичо" организацију сценско-музичких делатности.
Упоредо је реализовала:
- ауторске пројекте за децу као сарадник у Школигрици (Центар за културу Стари Град),
- ауторске пројекте за децу у Дечијем културном центру Београд,
- луткарске игрице у оквиру Радионице за бебе до 3 године,[4]
- дечји драмски студио,
- сарађивала је са Центром за музејску дидактику као глумица и ауторка.
- Осмислила је и реализовала семинар намењен учитељима, педагозима и психолозима у организацији Министарства просвете и спорте Републике Србије 2001. при Учитељском факултету на тему Луткарство у основној школи.
- У оквиру пројекта Центра за позоришна истраживања АпсАрт намењеног едукацији студената ФАСПЕР-а, реализовала је 2011. године радионице на тему: Употреба лутке у терапеутске сврхе.[1]

### Научни и књижевни рад
Своје научне радове је Маријана Петровић презентовала на стручним међународним симпозијумима. Била је члан жирија у земљи и иностранству.
Поезију за децу и одрасле, афоризме, театролошке прилоге, текстове, преводе са руског и бугарског језика објављивала је у часописима и зборницима: Позориште (Нови Сад), Сцена, Театрон, Лудус, Нити, Поља, Реч, Политика, Наша Борба, Пацифик, Улазница, Градина, Зборник Матице српске за сценске уметности и музику, Зборник Позориште за децу - уметнички феномен, Просветни преглед, Учитељ, Зека, Невен, Тик-так (Србија), Босанска вила (Сарајево), Позориште (Тузла), Ријеч (Брчко), Тмачаарт (Мостар), Јутарње новине (Сарајево), Умјетност и дијете (Загреб), Књижевна ревија (Осијек), Лутка је све, све је лутка (Задар), Маска (Љубљана).

### Књиге
Маријана Петровић је написала и следеће књиге:
1. Сунчани круг (Обелиск, Београд, 1971)
2. Ливада (Нова, Београд, 1994)
3. Када Моми секу нокте (Креативни центар, Београд, 2000)
4. Пеђа неће да спава (Креативни центар, Београд, 2000)
5. Милица се купа (Креативни центар, Београд, 2000)
6. Ирена код фризера (Креативни центар, Београд, 2005)
7. Приредила монографију Мало позориште "Душко Радовић" - 70 година разноликости (2019)[5]
8. О глумцу са лутком (МП "Душко Радовић", Чигоја, 2020).[1][3][5]

## Награде
1. Марјана Петровић је  добитница награде за животно дело Међународног фестивала за децу Суботица „Мали принц“ (2022. за изузетан допринос развоју културе и сценске уметности за децу),[5]
2. бијеналног признања Асситеј „Донка Шпичек“ (2021. за промоцију права деце и младих на културу и уметност) и
3. глумачких награда: Бијенала југословенског луткарства у Бугојну (1987),
4. Југословенског фестивала за д‌јецу Котор (1997),
5. Сусрета позоришта лутака Србије (1986, 1994, 1998),
6. Милена Начић (1996),
7. Божидар Валтровић (1995, 1997) и др.[6][2]

## Представе
| 1.  | Аска и вук (Хор) 15. јануар 1979, Београд, Мало позориште 'Душко Радовић'                                                              |
| 2.  | Браћа Грим (помоћник редитеља) 10. март 1980, Београд, Мало позориште 'Душко Радовић'                                                  |
| 3.  | Цврчак и мрави (Мравић) 20. децембар 1980, Београд, Мало позориште 'Душко Радовић'                                                     |
| 4.  | Чавка неваљалка (Девојчица; Чавка; Ђак) 23. март 1981, Београд, Мало позориште 'Душко Радовић'                                         |
| 5.  | Сан пијачне ноћи (Корпица) 15. јун 1981, Београд, Мало позориште 'Душко Радовић'                                                       |
| 6.  | Свемирски змај (Сања, Други миш) 9. новембар 1981, Београд, Мало позориште 'Душко Радовић'                                             |
| 7.  | Снежна бајка (Мали зец) 23. децембар 1981, Београд, Мало позориште 'Душко Радовић'                                                     |
| 8.  | Девојчица Јасмина (Трша) 15. фебруар 1982, Београд, Мало позориште 'Душко Радовић'                                                     |
| 9.  | Кад цветају слонови (Лептир) 23. мај 1984, Београд, Мало позориште 'Душко Радовић'                                                     |
| 10. | Музикант и принцеза (Лизеза; Принцеза Мравља; Мравче) 23. октобар 1984, Београд, Мало позориште 'Душко Радовић'                        |
| 11. | Чудесни виноград (Златна лисица) 16. јануар 1985, Београд, Мало позориште 'Душко Радовић'                                              |
| 12. | Мистерија ... Београд 7. март 1986, Београд, Мало позориште 'Душко Радовић'                                                            |
| 13. | Учитељ плеса (Белардо) 17. мај 1986, Београд, Мало позориште 'Душко Радовић'                                                           |
| 14. | Напет шоу (Лиза) 10.09.1986, Београд, Мало позориште 'Душко Радовић'                                                                   |
| 15. | Лоптица скочица (Бака) 2. април 1987, Београд, Мало позориште 'Душко Радовић'                                                          |
| 16. | Петао са репом дугиних боја (Лисица) 16.05.1987, Београд, Мало позориште 'Душко Радовић'                                               |
| 17. | Страдија (Опанчарски трговац) 7. септембар 1987, Београд, Мало позориште 'Душко Радовић'                                               |
| 18. | Кућа на граници (Шверцер) 23. октобар 1987, Београд, Мало позориште 'Душко Радовић'                                                    |
| 19. | Лажи кажи кабаре (Близнакиња) 23. јануар 1988, Београд, Мало позориште 'Душко Радовић'                                                 |
| 20. | Један дан у циркусу (Стари кловн) 8. април 1989, Београд, Мало позориште 'Душко Радовић'                                               |
| 21. | Несташни лутак (Пинокио) 28. мај 1989, Београд, Мало позориште 'Душко Радовић'                                                         |
| 22. | Медвед с ружом (Миш) 28. фебруар 1990, Београд, Мало позориште 'Душко Радовић'                                                         |
| 23. | Сунцокрети и страшила (помоћник редитеља и улога) 11. април 1990, Београд, Мало позориште 'Душко Радовић'                              |
| 24. | Чудесна звезда (Сања) 27. септембар 1990, Београд, Мало позориште 'Душко Радовић'                                                      |
| 25. | Лепотица и звер (Теодора) 17. март 1992, Београд, Мало позориште 'Душко Радовић'                                                       |
| 26. | Сетио сам се (Ав-Ав) 17. новембар 1992, Београд, Мало позориште 'Душко Радовић'                                                        |
| 27. | Укроћена принцеза (Гост) 23. октобар 1994, Београд, Мало позориште 'Душко Радовић'                                                     |
| 28. | Девојчица са шибицама (Пас; Птица; Смрт; Дечак са прскалицама) 24. март 1996, Београд, Мало позориште 'Душко Радовић'                  |
| 29. | Две обале (Беља) 14. јун 1997, Београд, Мало позориште 'Душко Радовић'                                                                 |
| 30. | Бајка о цару и славују (Паук) 5. април 1998, Београд, Мало позориште 'Душко Радовић'                                                   |
| 31. | Зверчице (Пас) 10. децембар 1998, Београд, Мало позориште 'Душко Радовић'                                                              |
| 32. | Звездани дечак (Сова) 8. април 1999, Београд, Мало позориште 'Душко Радовић'                                                           |
| 33. | Господин Радовић (Гђа са купусом) 19. јануар 2001, Београд, Мало позориште 'Душко Радовић'                                             |
| 34. | Сестре по метли (Хвел) 23.10.2001, Београд, Мало позориште 'Душко Радовић'                                                             |
| 35. | Едерланда (Бака Матилда Петерсен / Мајка Матилда) 20. фебруар 2002, Београд, Мало позориште 'Душко Радовић'                            |
| 36. | Бели, бели свет (Баба) 23. август 2003, Београд, Мало позориште 'Душко Радовић'                                                        |
| 37. | Алиса у земљи чуда (Чаробна гљива; Змија; Лакеј риба; Лакеј Жаба; Војска; Карте) 4. март 2007, Београд, Мало позориште 'Душко Радовић' |
| 38. | Пругасти Мачак и госпођица Ласта (Мама Ласта; Бела Патка) 29. мај 2010, Београд, Мало позориште 'Душко Радовић'                        |
| 39. | Снежна краљица - преводилац 12. децембар 2014, Суботица, Дечије позориште                                                              |
| 40. | Камени цвет (Слепи миш) 2. април 2015, Београд, Мало позориште 'Душко Радовић'                                                         |
| 41. | Принцезин рођендан - преводилац 4. октобар 2017, Крагујевац, Позориште за децу                                                         |
| 42. | Пепељуга (Виконтеса Теса) 28. фебруар 2020, Београд, Мало позориште 'Душко Радовић'                                                    |
| 43. | Крадљивци кокосових ораха 5. новембар 2020, Београд, Мало позориште 'Душко Радовић'                                                    |
| 44. | Сан летње ноћи 8. јул 2021, Београд, Мало позориште 'Душко Радовић'                                                                    |
| 45. | Wow! - помоћник редитеља 8. децембар 2022, Београд, Мало позориште 'Душко Радовић'                                                     |

## ТВ серије и филмови
Маријана Петровић је играла у ТВ серијама и филмовима:
- Мали програм,

- Шарено осам,

- Пролазна станица,
- Композитори за децу,
- За чистији град,
- Шумске приредбе (и стручни сарадник за анимацију),
- Лаку ноћ децо,
- У сазвежђу белог дуда,
- Театар у Срба,
- Кућа за маштање,
- Наша Енглескиња,
- Брег чежње,
- Смешне и друге приче (Клавир и Мост),
- Ургентни центар,
- Јутро ће променити све,
- Попадија... [8]

Такође је сарађивала на Радију Београд 202, као коаутор, глумац и водитељ емисије Будилник. 
Сарађивала је као извођач са алтернативним позориштем Мимарт, а чланица је АССИТЕЈ-а  и ЦЕДЕМ-а.